# Antonio Ive
Antonio Ive (Rovinj, 13. kolovoza 1851. – Graz, 9. siječnja 1937.) talijanski je filolog, austrijski  sveučilišni profesor, istraživač istarskih romanskih govora.

## Životopis

### Obrazovanje
Gimnaziju je maturirao u Kopru.  Studirao je romansku filologiju u Beču (Adolfo Mussafia), u Italiji (Graziadio Isaia Ascoli, Giovanni Flechia, Ernesto Monaci, Domenico Comparetti, Alessandro D'Ancona), te u Parizu (Gaston Paris, Paul Meyer, Arsène Darmesteter). Diplomirao je u Beču 1874. Habilitirao se također u Beču pod vodstvom Adolfa Mussafije.

### Sveučilišni i znanstveni rad
Od 1893. do 1922. bio je profesor talijanistike na Sveučilištu u Grazu. Među njegovim studentima bio je Karl von Ettmayer. Istaknuo se istraživanjima usmene tradicije u Istri, te romanskih govora, ponajviše ladinskog supstrata u rovinjskom govoru, istrorumunjskoga i dalmatskoga.

## Važnija djela
- Canti popolari istriani: raccolti a Rovigno e annotati. — Roma; Torino; Firenze: Ermanno Loescher, 1877. — XXXII, 383 p. — (Canti e racconti del popolo italiano, vol. 5.)
- Novelline popolari rovignesi. — Vienna: Coi tipi di Adolfo Holzhausen, 1877. — 32 p. — (Nella raccolta del Comparetti, vol. V)
- Fiabe popolari rovignesi. — Vienna: A. Holzhausen, 1878. — 26 p.
- Analisi di Franz Miklosich «Ueber die Wanderungen der Rumunen in den dalmatinschen Alpen und den Karpaten» // Romania, 9e année. F. Vieweg, Libraire-Éditeur (Paris, 1880). — SS. 320—328
- Raccolta di proverbi istriani. — Vienna, 1881
- Mario Mandalari, Giuseppe Mazzatinti & Antonio Ive Rimatori napoletani del quattrocento. — Caserta: Premiato Stab. Tip. A. Iaselli, 1885. — 198 p.
- L’antico dialetto di Veglia. // Archivio Glottologico Italiano. — Roma; Torino; Firence: Ermanno Loesher, 1886. — Vol. 9. — P. 115—187, anastatski reproducirano u: Matteo Bartoli, Il Dalmatico, ur. Aldo Duro, Roma: Treccani, 2000
- Saggi di dialetto rovignese. — Trieste: Tipografia del Lloyd austro-ungarico, 1888. — 78 p.
- Die istrianischen Mundarten. // Vierundvierzigstes Programm des K. K. Staats-Gymnasiums in Innsbruck: Veröffentlicht am Schlusse des Schuljahres. Bd. 44, 1892/93. — Innsbruk: Druck der Wagner’schen Universitäts-Buchdruckerei, 1893. — S. 1—42
  - Die istrianischen Mundarten. — Wien: Verlag des Verfassers — Druck von Gerold’s Sohn, 1893. — 42, 3 s.
- I dialetti ladino-veneti dell’Istria. — Strasburgo : Karl J. Trübner, 1900. — xxiv, 209 p; novo izdanje: Bologna: A. Forni, 1975
- Canti popolari in veglioto odierno. — Bologna : Forni Editore, [1900?]. — 40 p.
- Quarnàro o Carnàro? Quarnéro o Carnèro? Postilla etimologica. — Parenzo: Tipografia Gaetano Coana, 1902. — PP. 9.
- Canti popolari Velletrani: con illustrazioni e note musicali. / Pubblicazione incoraggiata dall’I.R. Ministero del Culto e dell’Istruzione. — Roma: E. Loescher & Co. (W. Regenberg), 1907. — xxxii, [1], 339 p. (Bologna, 1972)
- Fiabe istriane. / Ediz. critica a cura di Laura Oretti. — Gorizia: Editrice goriziana, 1993. — 220, [1] p. — (Il Biancospino, Collana di testi e studi etnografici, 7)